# Бекі Вайбер
Бекі Вайбер (англ. Becky Wiber, 3 червня 1959) — канадська плавчиня.
Призерка Олімпійських Ігор 1976 року.
Призерка Чемпіонату світу з водних видів спорту 1975 року.
Переможниця Ігор Співдружності 1974 року, призерка 1978 року.